# 斯莱特行列式
斯莱特行列式是多电子体系波函数的一种表达方式，他以量子物理学家斯莱特的名字命名。这种形式的波函数可以满足对多电子波函数的反对称要求（即所谓泡利原理）：交换体系中任意两个电子，则波函数的符号将会反转。在量子化学中，所有基于分子轨道理论的计算方法都用斯莱特行列式的形式来表示多电子体系的波函数。

## 形式

### 基本形式
斯莱特行列式最原初的形态是一个由单电子波函数即分子轨道波函数构成的行列式：
{\displaystyle \Psi _{(x_{1},x_{2},\cdots ,x_{n})}={\frac {1}{\sqrt {N!}}}{\begin{vmatrix}\chi _{i(x_{1})}&\chi _{j(x_{1})}&\cdots &\chi _{k(x_{1})}\\\chi _{i(x_{2})}&\chi _{j(x_{2})}&\cdots &\chi _{k(x_{2})}\\\vdots &\vdots &\ddots &\vdots \\\chi _{i(x_{n})}&\chi _{j(x_{n})}&\cdots &\chi _{k(x_{n})}\end{vmatrix}}}
行列式中每一行是由同一电子的不同可能波函数组成，每一列是由不同电子的相同可能波函数组成，行列式前的系数{\displaystyle \left(N!\right)^{-{\frac {1}{2}}}}是保证波函数归一性的归一系数。
根据行列式的性质，互换行列式中的两行行列式的符号会反转：
{\displaystyle {\begin{vmatrix}\chi _{i(x_{1})}&\chi _{j(x_{1})}&\cdots &\chi _{k(x_{1})}\\\chi _{i(x_{2})}&\chi _{j(x_{2})}&\cdots &\chi _{k(x_{2})}\\\vdots &\vdots &\ddots &\vdots \\\chi _{i(x_{n})}&\chi _{j(x_{n})}&\cdots &\chi _{k(x_{n})}\end{vmatrix}}=-{\begin{vmatrix}\chi _{i(x_{2})}&\chi _{j(x_{2})}&\cdots &\chi _{k(x_{2})}\\\chi _{i(x_{1})}&\chi _{j(x_{1})}&\cdots &\chi _{k(x_{1})}\\\vdots &\vdots &\ddots &\vdots \\\chi _{i(x_{n})}&\chi _{j(x_{n})}&\cdots &\chi _{k(x_{n})}\end{vmatrix}}}
这一性质正符合多电子体系的泡利原理

### 其他形式
- 考虑到行列式在书写过程中的不便，通常人们用右矢的形式代表斯莱特行列式：

{\displaystyle \Psi _{(x_{1},x_{2},\cdots ,x_{n})}=\mid \chi _{i},\chi _{j},\cdots ,\chi _{k}\rangle }
需要注意的是，这种右矢形式仅仅用来代表行列式，并非数学上的相等关系。
- 将行列式展开后，可以用置换算子形式来表示斯莱特行列式:

{\displaystyle \Psi _{(x_{1},x_{2},\cdots ,x_{n})}={\frac {1}{\sqrt {N!}}}\sum _{n=1}^{N!}(-1)^{p_{n}}P_{n}\left[\chi _{i(x_{1})}\chi _{j(x_{2})}\cdots \chi _{k(x_{n})}\right]}
其中算子{\displaystyle P_{n}}叫做置换算子，其作用是将各分子轨道波函数中的电子序号进行交换，根据排列的原理，在由N个电子组成的体系中，这样的算子一共有N!个。{\displaystyle p_{n}}是置换算子的奇偶性，即任何置换算子可以转化为若干两两对换的置换算子的乘积，所谓奇偶性就是一个置换算子所分解成的对换算子的个数的奇偶性。与上面提到的右矢形式不同，这种由置换算子来表达的形式与行列式表达式在数学上是严格相等的。
- 对斯萊特行列式的置换算子形式进一步简化可以用反对称化算子形式来表示：

{\displaystyle \Psi _{(x_{1},x_{2},\cdots ,x_{n})}=A\left[\chi _{i(x_{1})}\chi _{j(x_{2})}\cdots \chi _{k(x_{n})}\right]}
其中算子{\displaystyle A={\frac {1}{\sqrt {N!}}}\sum _{n=1}^{N!}(-1)^{p_{n}}P_{n}}叫做反对称化算子。

## 应用
斯莱特行列式在量子化学中应用广泛，经过自洽场方法解HF方程获得的最终解便是一个斯莱特行列式型多电子波函数，高级的量子化学计算方法也应用到斯莱特行列式，组态相互作用方法得到的多电子体系波函数是若干个斯莱特行列式的线性组合:
{\displaystyle \Phi =\sum _{i}C_{i}\Psi _{i}}
经过对这个由许多行列式组成的巨大波函数的变分法處理，可以获得比HF方程更加精确的量子化学计算结果。